# Saison 1965-1966 de la Juventus FC
Maillots
Chronologie
Saison précédente Saison suivante
La saison 1965-1966 de la Juventus Football Club est la soixante-troisième de l'histoire du club, créé soixante-neuf ans plus tôt en 1897.
L'équipe de la région du Piémont prend part ici lors de cette saison à la 64e édition du championnat d'Italie (35e de Serie A), à la 18e édition de la Coupe d'Italie (en italien Coppa Italia), à la 6e édition de la Coupe des coupes, ainsi qu'à la 6e édition de la Coupe des Alpes.

## Historique
La Juventus Football Club, avec un titre acquis la saison dernière, compte bien cette année avec son duo président (Vittore Catella)-entraîneur (Heriberto Herrera) se relancer dans une série de succès.
La société juventina change tout d'abord pour la 12e fois de son histoire d'adresse durant cette saison, en quittant la Piazza San Carlo, 206 pour emménager à la Galleria San Federico, 54.
Le club obtient ensuite l'acquisition de quelques nouveaux joueurs, comme le gardien de but Angelo Martino Colombo, ainsi que l'attaquant Silvino Bercellino, qui retourne au club.
Un nouveau capitaine est nommé à la suite du départ de l'emblématique oriundo et détenteur du brassard Omar Sívori (dernier des trois membres du « Trio magique » encore au club), en la personne du défenseur central Ernesto Càstano.
La Juve se met tout de suite dans le bain pour sa nouvelle saison avec la Serie A qui débute au début du mois de septembre.
C'est le dimanche 5 septembre 1965 que les turinois débutent par une rencontre gagnée sur le plus petit des scores contre Foggia grâce à un but de Traspedini, avant que s'ensuivent 3 matchs nuls sans le moindre but, série arrêtée lors de la 5e journée et une victoire facile 4-1 contre le Lanerossi Vicence (doublé de Leoncini et buts de Salvadore et Menichelli). Mais la Juve peine en ce début de saison et enchaîne ensuite à nouveau trois matchs nuls d'affilée, mais parvient le 14 novembre à trouver les ressources nécessaires pour écraser 3 buts à rien à domicile la Fiorentina (avec un doublé de Del Sol et un but de A. Gori), ce qui amorce une première série de trois succès consécutifs. Les bianconeri terminent ensuite leur année 1965 avec le bilan d'un nul et de deux défaites. Les trois premières parties de l'année ne sont guère plus brillantes, les piémontais comptant un bilan de deux matchs nuls et une courte victoire. Les phases retour ne sont pas plus prolifiques, et la Vieille Dame en difficulté ne remporte à nouveau un match que lors de la 21e journée avec un doublé de Bercellino II et une réalisation de Menichelli (succès 3-1 contre Varese). Mais le club bianconero peine toujours, parvenant à remporter des victoires 1-0 ou des matchs nuls sans grand jeu offensif. Le 24 avril, l'équipe juventina réussit pourtant à se redonner confiance grâce à un large succès 3 buts à zéro au Stadio Comunale sur le Milan, de bon augure pour la fin de la saison, que la Juventus finit avec ensuite deux victoires, une défaite et un match nul.
Ce manque offensif (seulement 38 buts inscrits) fait terminer la Juve à la triste 5e place avec ses 42 points, le club n'ayant plus approcher le podium depuis 3 ans.

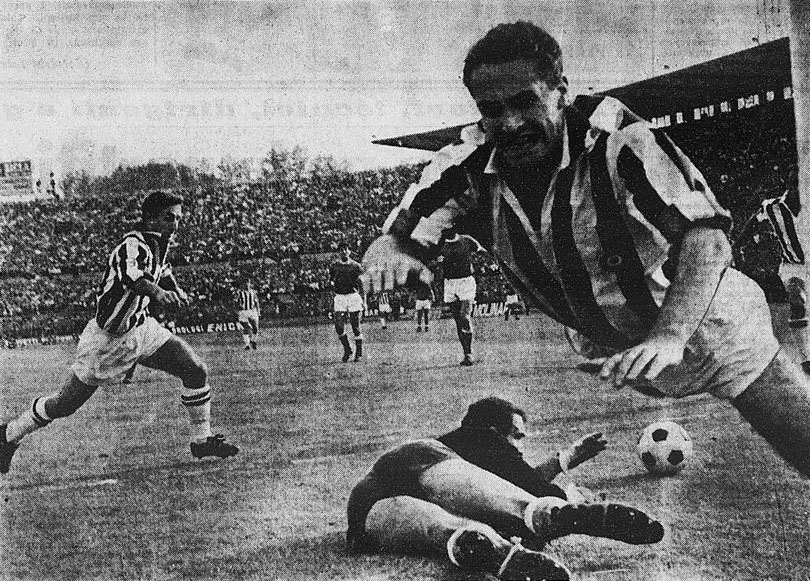
L'attaquant Bercellino II (en haut), meilleur buteur bianconero du championnat, est prévu par le gardien Bandoni du Naples (vers le bas) dans le match du 19 septembre 1965 au stade communal de Turin (0-0).

Pour la première fois de son histoire, la Vecchia Signora dispute la Coupe d'Europe des vainqueurs de coupe (la C2 aujourd'hui disparue), compétition réunissant les vainqueurs de leur coupe nationale respective.
Le 29 septembre a lieu le match aller des 16e-de-finale à Turin, où les italiens se retrouvent confrontés aux anglais du Liverpool FC, que Leoncini parvient à faire plier peu avant la fin du match. Vainqueur à l'aller, la Juventus se rend en Angleterre confiante mais se fait surprendre à Anfield 2-0, l'aventure européenne s'arrêtant là pour la Juve.
Cette saison, la Coppa Italia débute pour la Juve dès les quarts-de-finale. Elle défend donc son titre le 7 janvier 1966 sur le terrain du SPAL, lors d'un match qu'elle finit par emporter après prolongations sur le score de 4 à 1 (avec des réalisations de Traspedini, Menichelli sur doublé et de Leoncini). Le tour suivant se jouant un peu plus d'un mois plus tard voit la Madama affronter les sudistes de Catanzaro, la grande surprise de ce tournoi. C'est d'ailleurs à l'avantage de ces derniers que le match tourne, les calabrais parvenant à battre la Juve par 2 à 1 (but juventino de Del Sol), qui quitte la compétition à un match de la finale.
Mais une autre compétition européenne, mineure celle-là, peut donner un titre aux bianconeri cette saison, où se tient au mois de juin entre suisses et italiens la Coupe des Alpes 1966.
L'équipe de Turin n'a que quatre matchs à disputer en Suisse, remportant avec succès ses trois premières rencontres (2-0, 3-1 et 2-1 respectivement contre les Young Boys, le Servette et le FC Bâle). Pour leur dernière rencontre, les bianconeri affrontent une sélection composée de joueurs du Lausanne-Sports/FC Zurich, avant d'abandonner le match à la suite de protestations. Le match fut perdu 3-0 sur tapis vert, la Fidanzata d'Italia terminant à la seconde place du classement avec 6 points, derrière sa compatriote Naples.
Cette année a également lieu en Angleterre la coupe du monde 1966 à laquelle 4 joueurs bianconeri participent, dont le milieu Luis del Sol avec sa sélection espagnole (qui termine 3e de son groupe aux phases de poule), et trois joueurs italiens avec la Squadra Azzurra (terminant à la même place que l'Espagne), le gardien Roberto Anzolin, le défenseur Sandro Salvadore ainsi que le milieu Gianfranco Leoncini.
Le nouveau buteur du club, Giampaolo Menichelli, termine à nouveau capocannoniere de l'équipe avec ses 9 buts toutes compétitions confondues, bien peu et synonyme d'une difficulté de l'effectif à marquer des buts, avec une Juventus FC terminant à nouveau une saison vierge de titres (excepté un trophée amical obtenu en novembre 1965, la Coupe de l'Amitié).

## Déroulement de la saison

### Résultats en championnat
- Phase aller

| dimanche 5 septembre 1965 1re journée | Juventus       | 1 - 0 | Foggia | Stadio Comunale, Turin 15h30 Arbitre : Marchiori |
| dimanche 5 septembre 1965 1re journée | Traspedini 29e |       |        | Stadio Comunale, Turin 15h30 Arbitre : Marchiori |

| dimanche 12 septembre 1965 2e journée | Atalanta | 0 - 0 | Juventus | Stadio Atleti Azzurri d'Italia, Bergame 15h30 Arbitre : Francescon |
| dimanche 12 septembre 1965 2e journée |          |       |          | Stadio Atleti Azzurri d'Italia, Bergame 15h30 Arbitre : Francescon |

| dimanche 19 septembre 1965 3e journée | Juventus | 0 - 0 | Naples | Stadio Comunale, Turin 15h30 Arbitre : Sbardella |
| dimanche 19 septembre 1965 3e journée |          |       |        | Stadio Comunale, Turin 15h30 Arbitre : Sbardella |

| dimanche 26 septembre 1965 4e journée | Varese | 0 - 0 | Juventus | Stadio Franco Ossola, Varèse 15h30 Arbitre : D'Agostini |
| dimanche 26 septembre 1965 4e journée |        |       |          | Stadio Franco Ossola, Varèse 15h30 Arbitre : D'Agostini |

| dimanche 3 octobre 1965 5e journée | Juventus                                         | 4 - 1 | Lanerossi Vicence | Stadio Comunale, Turin 15h00 Arbitre : Carminati |
| dimanche 3 octobre 1965 5e journée | Leoncini 4e 11e · Salvadore 86e · Menichelli 88e |       | 22e (csc) A. Gori | Stadio Comunale, Turin 15h00 Arbitre : Carminati |

| dimanche 10 octobre 1965 6e journée | Catane   | 1 - 1 | Juventus      | Stadio Cibali, Catane 15h00 Arbitre : Roversi |
| dimanche 10 octobre 1965 6e journée | Magi 87e |       | 75e Stacchini | Stadio Cibali, Catane 15h00 Arbitre : Roversi |

| dimanche 17 octobre 1965 7e journée | Juventus | 0 - 0 | Roma | Stadio Comunale, Turin 15h00 Arbitre : Motta |
| dimanche 17 octobre 1965 7e journée |          |       |      | Stadio Comunale, Turin 15h00 Arbitre : Motta |

| dimanche 24 octobre 1965 8e journée | SPAL                        | 2 - 2 | Juventus                    | Stadio Comunale, Ferrare 14h30 Arbitre : Monti |
| dimanche 24 octobre 1965 8e journée | Innocenti 16e · Bagnoli 70e |       | 56e Da Costa · 64e Leoncini | Stadio Comunale, Ferrare 14h30 Arbitre : Monti |

| dimanche 14 novembre 1965 9e journée | Juventus                             | 3 - 0 | Fiorentina | Stadio Comunale, Turin 14h30 Arbitre : Bernardis |
| dimanche 14 novembre 1965 9e journée | Del Sol 20e 73e (pen.) · A. Gori 52e |       |            | Stadio Comunale, Turin 14h30 Arbitre : Bernardis |

| dimanche 21 novembre 1965 10e journée | Juventus                           | 2 - 0 | Torino | Stadio Comunale, Turin 14h30 49 121 spectateurs Arbitre : Roversi |
| dimanche 21 novembre 1965 10e journée | Dell'Omodarme 38e · Menichelli 72e |       |        | Stadio Comunale, Turin 14h30 49 121 spectateurs Arbitre : Roversi |

| dimanche 28 novembre 1965 11e journée | Lazio | 0 - 1        | Juventus | Stadio Olimpico, Rome 14h30 Arbitre : Lo Bello |
| dimanche 28 novembre 1965 11e journée |       | 28e Da Costa |          | Stadio Olimpico, Rome 14h30 Arbitre : Lo Bello |

| dimanche 12 décembre 1965 12e journée | Juventus | 0 - 0 | Cagliari | Stadio Comunale, Turin 14h30 Arbitre : Gussoni |
| dimanche 12 décembre 1965 12e journée |          |       |          | Stadio Comunale, Turin 14h30 Arbitre : Gussoni |

| dimanche 19 décembre 1965 13e journée | Milan           | 2 - 1 | Juventus       | Stadio San Siro, Milan 14h30 Arbitre : D'Agostini |
| dimanche 19 décembre 1965 13e journée | Sormani 55e 88e |       | 32e Chinesinho | Stadio San Siro, Milan 14h30 Arbitre : D'Agostini |

| dimanche 26 décembre 1965 14e journée | Brescia                                               | 4 - 0 | Juventus | Stadio Mario Rigamonti, Brescia 14h30 Arbitre : Sbardella |
| dimanche 26 décembre 1965 14e journée | Bianchi 17e · Manfredini 30e · Brülls 55e · Salvi 73e |       |          | Stadio Mario Rigamonti, Brescia 14h30 Arbitre : Sbardella |

| dimanche 2 janvier 1966 15e journée | Juventus | 0 - 0 | Inter | Stadio Comunale, Turin 14h30 Arbitre : Lo Bello |
| dimanche 2 janvier 1966 15e journée |          |       |       | Stadio Comunale, Turin 14h30 Arbitre : Lo Bello |

| dimanche 9 janvier 1966 16e journée | Bologne | 0 - 1          | Juventus | Stadio Comunale, Bologne 14h30 Arbitre : Campanati |
| dimanche 9 janvier 1966 16e journée |         | 18e Chinesinho |          | Stadio Comunale, Bologne 14h30 Arbitre : Campanati |

| dimanche 16 janvier 1966 17e journée | Sampdoria | 0 - 0 | Juventus | Stade Luigi-Ferraris, Gênes 14h30 Arbitre : Sbardella |
| dimanche 16 janvier 1966 17e journée |           |       |          | Stade Luigi-Ferraris, Gênes 14h30 Arbitre : Sbardella |

- Phase retour

| dimanche 23 janvier 1966 18e journée | Foggia | 0 - 0 | Juventus | Stadio Pino Zaccheria, Foggia 14h30 Arbitre : Monti |
| dimanche 23 janvier 1966 18e journée |        |       |          | Stadio Pino Zaccheria, Foggia 14h30 Arbitre : Monti |

| dimanche 30 janvier 1966 19e journée | Juventus      | 1 - 1 | Atalanta | Stadio Comunale, Turin 14h30 Arbitre : Di Tonno |
| dimanche 30 janvier 1966 19e journée | Salvadore 90e |       | 36e Nova | Stadio Comunale, Turin 14h30 Arbitre : Di Tonno |

| dimanche 6 février 1966 20e journée | Naples       | 1 - 0 | Juventus | Stadio San Paolo, Naples 14h30 Arbitre : Sbardella |
| dimanche 6 février 1966 20e journée | Altafini 24e |       |          | Stadio San Paolo, Naples 14h30 Arbitre : Sbardella |

| dimanche 13 février 1966 21e journée | Juventus                               | 3 - 1 | Varese         | Stadio Comunale, Turin 15h00 Arbitre : Marengo |
| dimanche 13 février 1966 21e journée | Bercellino II 46e 90e · Menichelli 76e |       | 65e Boninsegna | Stadio Comunale, Turin 15h00 Arbitre : Marengo |

| dimanche 20 février 1966 22e journée | Lanerossi Vicence | 2 - 2 | Juventus              | Stadio Romeo Menti, Vicence 15h00 Arbitre : Genel |
| dimanche 20 février 1966 22e journée | Vinício 11e 63e   |       | 10e 34e Bercellino II | Stadio Romeo Menti, Vicence 15h00 Arbitre : Genel |

| dimanche 27 février 1966 23e journée | Juventus                 | 1 - 0 | Catane | Stadio Comunale, Turin 15h00 Arbitre : Carminati |
| dimanche 27 février 1966 23e journée | Bercellino II 14e (pen.) |       |        | Stadio Comunale, Turin 15h00 Arbitre : Carminati |

| dimanche 6 mars 1966 24e journée | Roma         | 1 - 1 | Juventus          | Stadio Olimpico, Rome 15h00 Arbitre : Righi |
| dimanche 6 mars 1966 24e journée | Benaglia 79e |       | 30e Bercellino II | Stadio Olimpico, Rome 15h00 Arbitre : Righi |

| dimanche 13 mars 1966 25e journée | Juventus                          | 3 - 0 | SPAL | Stadio Comunale, Turin 15h00 Arbitre : Francescon |
| dimanche 13 mars 1966 25e journée | Salvadore 55e · Stacchini 64e 89e |       |      | Stadio Comunale, Turin 15h00 Arbitre : Francescon |

| dimanche 27 mars 1966 26e journée | Fiorentina | 0 - 1         | Juventus | Stadio Comunale, Florence 15h00 Arbitre : Campanati |
| dimanche 27 mars 1966 26e journée |            | 44e Stacchini |          | Stadio Comunale, Florence 15h00 Arbitre : Campanati |

| dimanche 3 avril 1966 27e journée | Torino | 0 - 0 | Juventus | Stadio Comunale, Turin 15h30 40 869 spectateurs Arbitre : Francescon |
| dimanche 3 avril 1966 27e journée |        |       |          | Stadio Comunale, Turin 15h30 40 869 spectateurs Arbitre : Francescon |

| dimanche 10 avril 1966 28e journée | Juventus | 0 - 0 | Lazio | Stadio Comunale, Turin 15h30 Arbitre : Roversi |
| dimanche 10 avril 1966 28e journée |          |       |       | Stadio Comunale, Turin 15h30 Arbitre : Roversi |

| dimanche 17 avril 1966 29e journée | Cagliari                 | 2 - 1 | Juventus       | Stadio Amsicora, Cagliari 15h30 Arbitre : Genel |
| dimanche 17 avril 1966 29e journée | Visentin 24e · Rizzo 31e |       | 49e Traspedini | Stadio Amsicora, Cagliari 15h30 Arbitre : Genel |

| dimanche 24 avril 1966 30e journée | Juventus                                      | 3 - 0 | Milan | Stadio Comunale, Turin 15h30 Arbitre : Di Tonno |
| dimanche 24 avril 1966 30e journée | Leoncini 35e · Stacchini 65e · Chinesinho 66e |       |       | Stadio Comunale, Turin 15h30 Arbitre : Di Tonno |

| dimanche 1er mai 1966 31e journée | Juventus                          | 3 - 1 | Brescia   | Stadio Comunale, Turin 16h00 Arbitre : Piantoni |
| dimanche 1er mai 1966 31e journée | Menichelli 18e 50e · Leoncini 85e |       | 5e Pagani | Stadio Comunale, Turin 16h00 Arbitre : Piantoni |

| dimanche 8 mai 1966 32e journée | Inter                         | 3 - 1 | Juventus   | Stadio San Siro, Milan 16h00 Arbitre : Pieroni |
| dimanche 8 mai 1966 32e journée | Facchetti 9e 14e · Suárez 27e |       | 74e Mazzia | Stadio San Siro, Milan 16h00 Arbitre : Pieroni |

| dimanche 15 mai 1966 33e journée | Juventus | 0 - 0 | Bologne | Stadio Comunale, Turin 16h00 Arbitre : Monti |
| dimanche 15 mai 1966 33e journée |          |       |         | Stadio Comunale, Turin 16h00 Arbitre : Monti |

| dimanche 22 mai 1966 34e journée | Juventus                        | 2 - 1 | Sampdoria | Stadio Comunale, Turin 16h30 Arbitre : De Marchi |
| dimanche 22 mai 1966 34e journée | Chinesinho 19e · Menichelli 67e |       | 61e Salvi | Stadio Comunale, Turin 16h30 Arbitre : De Marchi |

#### Classement
|  |    | Classement final 1965-1966 | Pts | MJ | V  | N  | D | BP | BC | Dif |
|  | -- | -------------------------- | --- | -- | -- | -- | - | -- | -- | --- |
|  | 1. | Inter                      | 50  | 34 | 20 | 10 | 4 | 70 | 28 | +42 |
|  | 2. | Bologne                    | 46  | 34 | 19 | 8  | 7 | 60 | 37 | +23 |
|  | 3. | Naples                     | 45  | 34 | 17 | 11 | 6 | 44 | 27 | +17 |
|  | 4. | Fiorentina                 | 43  | 34 | 16 | 11 | 7 | 45 | 22 | +23 |
|  | 5. | Juventus                   | 42  | 34 | 13 | 16 | 5 | 38 | 23 | +15 |

### Résultats en coupe
- Quarts-de-finale

| vendredi 7 janvier 1966 | SPAL        | 1 - 4 (a.p.) | Juventus                                             | Stadio Comunale, Ferrare Arbitre : De Marchi |
| vendredi 7 janvier 1966 | Pezzato 44e |              | 17e Traspedini · 92e 114e Menichelli · 116e Leoncini | Stadio Comunale, Ferrare Arbitre : De Marchi |

| mercredi 9 février 1966 | Juventus    | 1 - 2 | Catanzaro                                | Stadio Comunale, Turin Arbitre : De Marchi |
| mercredi 9 février 1966 | Del Sol 51e |       | 34e (csc) Leoncini · 75e (pen.) Tribuzio | Stadio Comunale, Turin Arbitre : De Marchi |

### Résultats en coupe des coupes
- 16e-de-finale

| mercredi 29 septembre 1965 Match aller | Juventus     | 1 - 0 | Liverpool | Stadio Comunale, Turin 21h30 Arbitre : Zsolt |
| mercredi 29 septembre 1965 Match aller | Leoncini 81e |       |           | Stadio Comunale, Turin 21h30 Arbitre : Zsolt |

| mercredi 13 octobre 1965 Match retour | Liverpool               | 2 - 0 | Juventus | Anfield, Liverpool Arbitre : Heymann |
| mercredi 13 octobre 1965 Match retour | Lawler 20e · Strong 24e |       |          | Anfield, Liverpool Arbitre : Heymann |

### Résultats en coupe des Alpes
- Phases de poule

| samedi 4 juin 1966 1re journée | BSC Young Boys | 0 - 2                 | Juventus | Stade du Wankdorf, Berne 20h15 Arbitre : Sbardella |
| samedi 4 juin 1966 1re journée |                | 60e 88e Dell'Omodarme |          | Stade du Wankdorf, Berne 20h15 Arbitre : Sbardella |

| mercredi 8 juin 1966 2e journée | Servette Genève | 1 - 3 | Juventus                               | Stade des Charmilles, Genève Arbitre : Droz |
| mercredi 8 juin 1966 2e journée | Mocellin 76e    |       | 25e 39e Dell'Omodarme · 56e Traspedini | Stade des Charmilles, Genève Arbitre : Droz |

| samedi 11 juin 1966 3e journée | FC Bâle    | 1 - 2 | Juventus                    | Stade Saint-Jacques, Bâle Arbitre : Carminati |
| samedi 11 juin 1966 3e journée | Hauser 62e |       | 66e Menichelli · 72e Mattei | Stade Saint-Jacques, Bâle Arbitre : Carminati |

| mercredi 15 juin 1966 4e journée | Lausanne-Sports et FC Zurich | 3 - 0 victoire par forfait | Juventus | Stade du Letzigrund, Zurich Arbitre : Huber |
| mercredi 15 juin 1966 4e journée |                              |                            |          | Stade du Letzigrund, Zurich Arbitre : Huber |

#### Classement
|  |    | Classement final             | Pts | MJ | V | N | D | BP | BC | Dif |
|  | -- | ---------------------------- | --- | -- | - | - | - | -- | -- | --- |
|  | 1. | Naples                       | 8   | 4  | 4 | 0 | 0 | 15 | 5  | +10 |
|  | 2. | Juventus                     | 6   | 4  | 3 | 0 | 1 | 7  | 5  | +2  |
|  | 3. | Lausanne-Sports et FC Zurich | 6   | 4  | 3 | 0 | 1 | 7  | 6  | +1  |

### Matchs amicaux
| dimanche 15 août 1965 | Biellese       | 1 - 9 | Juventus         |  |
| dimanche 15 août 1965 | Buteur inconnu |       | Buteurs inconnus |  |

| vendredi 20 août 1965 | Hongrie        | 1 - 0 | Juventus |  |
| vendredi 20 août 1965 | Buteur inconnu |       |          |  |

| mercredi 25 août 1965 | Juventus       | 1 - 0 | Åtvidabergs FF |  |
| mercredi 25 août 1965 | Buteur inconnu |       |                |  |

| mardi 2 novembre 1965 | Borgosesia | 0 - 4            | Juventus |  |
| mardi 2 novembre 1965 |            | Buteurs inconnus |          |  |

| mercredi 8 décembre 1965 | Hellas Vérone    | 2 - 4 | Juventus         |  |
| mercredi 8 décembre 1965 | Buteurs inconnus |       | Buteurs inconnus |  |

| mercredi 16 mars 1966 | Novare           | 2 - 1 | Juventus       |  |
| mercredi 16 mars 1966 | Buteurs inconnus |       | Buteur inconnu |  |

| dimanche 20 mars 1966 | Lille OSC et Valenciennes | 0 - 1          | Juventus |  |
| dimanche 20 mars 1966 |                           | Buteur inconnu |          |  |

| jeudi 14 avril 1966 | Juventus         | 2 - 3 | Werder Brême     |  |
| jeudi 14 avril 1966 | Buteurs inconnus |       | Buteurs inconnus |  |

| mercredi 20 avril 1966 | Pavie | 0 - 5            | Juventus |  |
| mercredi 20 avril 1966 |       | Buteurs inconnus |          |  |

| mercredi 27 avril 1966 | Lugano           | 2 - 2 | Juventus         |  |
| mercredi 27 avril 1966 | Buteurs inconnus |       | Buteurs inconnus |  |

| mercredi 25 mai 1966 | Juventus       | 1 - 2 | Hongrie          |  |
| mercredi 25 mai 1966 | Buteur inconnu |       | Buteurs inconnus |  |

| dimanche 19 juin 1966 | Borgomanero | 0 - 6            | Juventus |  |
| dimanche 19 juin 1966 |             | Buteurs inconnus |          |  |

| dimanche 26 juin 1966 | NK Rijeka      | 1 - 1 | Juventus       |  |
| dimanche 26 juin 1966 | Buteur inconnu |       | Buteur inconnu |  |

#### Coupe de l'amitié italo-espagnole
| dimanche 7 novembre 1965 | Real Madrid | 0 - 2 (4 - 5 aux t.a.b.) | Juventus |  |
| dimanche 7 novembre 1965 |             | Buteurs inconnus         |          |  |

#### Coppa Città di Torino
| dimanche 29 mai 1966 | Juventus | 0 - 1          | Espanyol Barcelone |  |
| dimanche 29 mai 1966 |          | Buteur inconnu |                    |  |

| mercredi 1er juin 1966 | Juventus                         | 3 - 1 | Inter       | Stadio Comunale, Turin |
| mercredi 1er juin 1966 | Càstano 37e · Menichelli 43e 87e |       | 68e S. Gori | Stadio Comunale, Turin |

## Effectif du club
Effectif des joueurs de la Juventus Football Club lors de la saison 1965-1966.

## Buteurs
Voici ici les buteurs de la Juventus Football Club toutes compétitions confondues.
| 9 buts - Giampaolo Menichelli 7 buts - Gianfranco Leoncini 6 buts - Silvino Bercellino 5 buts - Carlo Dell'Omodarme - Gino Stacchini 4 buts - Chinesinho - Vincenzo Traspedini | 3 buts - Luis del Sol - Sandro Salvadore 2 buts - Dino Da Costa 1 but - Adolfo Gori - Guido Mattei - Bruno Mazzia |